# Paul Brochart
Paul Brochart (22 aprile 1899 – 22 dicembre 1971) è stato un velocista belga.

## Biografia
Partecipò a tre edizioni dei Giochi olimpici: Anversa 1920, Parigi 1924 e Parigi 1924 gareggiando sui 100 metri, sui 200 e nella staffetta 4×100. In nessuna occasione riuscì a raggiungere la finale: ottenne il suo miglior risultato al suo esordio olimpico, quando giunse quarto nella semifinale dei 100 metri a un decimo di secondo dal terzo classificato, lo statunitense Loren Murchison.

## Palmarès
| Anno | Manifestazione  | Sede      | Evento          | Risultato        | Prestazione | Note  |
| ---- | --------------- | --------- | --------------- | ---------------- | ----------- | ----- |
| 1920 | Giochi olimpici | Anversa   | 100 metri       | Semifinale       |             | [ 1 ] |
| 1920 | Giochi olimpici | Anversa   | 200 metri       | Quarti di finale |             | [ 2 ] |
| 1920 | Giochi olimpici | Anversa   | Staffetta 4×100 | Semifinale       |             | [ 3 ] |
| 1924 | Giochi olimpici | Parigi    | 100 metri       | Quarti di finale |             | [ 4 ] |
| 1924 | Giochi olimpici | Parigi    | 200 metri       | Quarti di finale |             | [ 5 ] |
| 1928 | Giochi olimpici | Amsterdam | 100 metri       | Quarti di finale |             | [ 6 ] |
| 1928 | Giochi olimpici | Amsterdam | 200 metri       | Quarti di finale |             | [ 7 ] |
| 1928 | Giochi olimpici | Amsterdam | Staffetta 4×100 | Semifinale       |             | [ 8 ] |